# Bart Nijpels
Bart Nijpels (1960) is een Nederlandse onderzoeksjournalist, programmamaker en eindredacteur. Als verslaggever en onderzoeksjournalist werkte hij voor KRO-programma's als Netwerk, Brandpunt, Profiel en Brandpunt Reporter. Sinds 2015 is hij ZZP'er en maakt hij ook documentaires voor Human/VPRO, BNNVARA  en de NTR. Daarnaast geeft hij gastcolleges  onderzoeksjournalistiek en coacht hij collega's bij lokale en regionale omroepen. 

## Journalist
Na de Academie voor Journalistiek in Tilburg werd Nijpels in 1984 freelance journalist voor onder andere HP/De Tijd en Het Vrije Volk Ook was hij verslaggever voor Radio Amsterdam. 

## Programmamaker en eindredacteur
In 1987 werkte Nijpels voor het NOS-praatprogramma TV3 en later voor Ook dat nog (KRO).
Na een aantal jaar als verslaggever voor het televisieprogramma Reporter te hebben gewerkt werd hij verslaggever bij het actualiteitenprogramma Brandpunt, later Netwerk. Na een aantal jaren keerde hij als programmamaker terug bij Reporter/Profiel. Later werd hij eindredacteur bij Reporter.
Als redacteur werkte hij begin jaren negentig aan televisieprogramma's als De Afrekening, waarin bekende Nederlanders afrekenden met hun frustraties, en live-programma’s als De zomer van en De Waterspiegel met Aad van den Heuvel.
Zijn eerste spraakmakende documentaire was het tweedelige Lucy (1992) over de zelfdoding van een vriendin.

## Erkenning
Zijn werk werd tweemaal bekroond met De Loep van de Nederlands- Belgische Vereniging van Onderzoeksjournalisten.(VVOJ). In 2013 met collega Marco de Lange voor het tweeluik 'Mayday Mayday' over misstanden bij Ryanair. uitgezonden door Brandpunt Reporter (KRO- NCRV).
In 2016 won hij De Loep opnieuw, samen met collega Huub Jaspers. Dit keer voor de documentaire Waarom Srebrenica moest vallen (HUMAN/VPRO). Nijpels doet all sinds 1995 onderzoek naar de val Srebrenica. De documentaire werd uitgezonden door 2Doc.

## Prijzen
- De Loep 2013
- De Loep 2016